# イズリントン駅
イズリントン駅 (英語:Islington railway station)はサウスオーストラリア州のゴーラー線の駅である。イズリントン駅はプロスペクト市のプロスペクトに位置しており、リージェンシー道路に接している。アデレード駅より6キロメートル (3.7 mi)離れている。

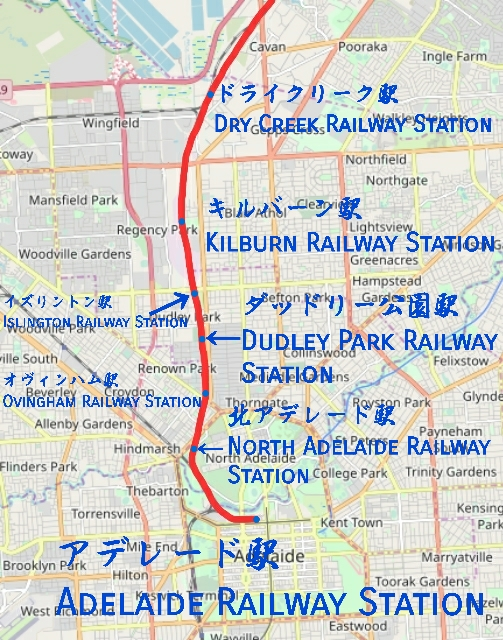
イズリントン駅

## 歴史
イズリントン駅がいつ開通したかは不明である。駅の北にはイズリントン鉄道工場があり、西にはクリスタルブルックに通ずるオーストラリア基盤整備会社の標準軌の線路がある。東にはホールデンもかつて使用していたTNT製造工場がある。その工場は1990年代後半迄には閉鎖され、2008年迄放置されていた。その後新規住宅地の造成を進める為に2008年には完全に工場は廃止され2014年に跡地は撤去された。

## 周辺
- コストコ

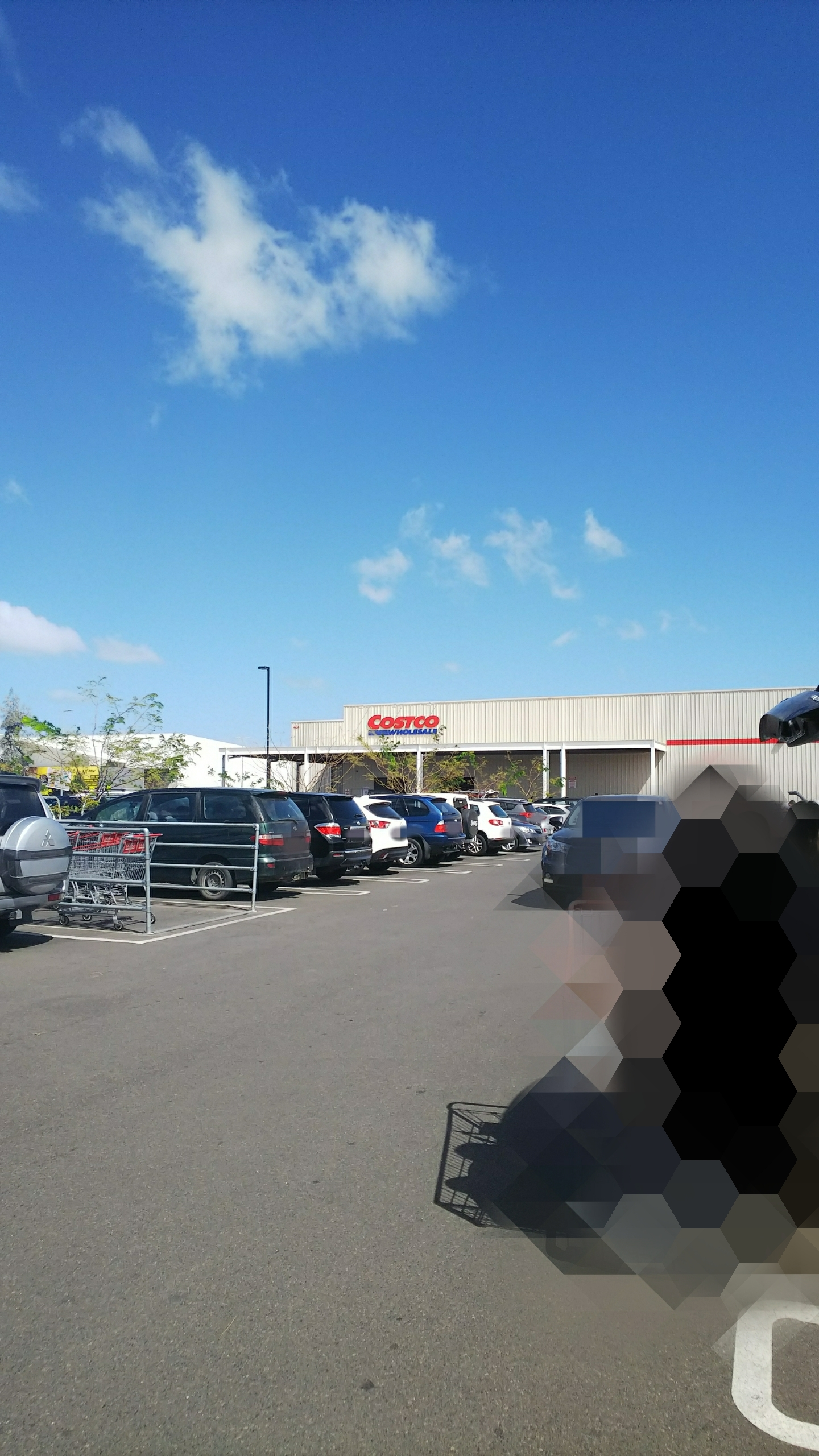
イズリントン駅近くのコストコ

- TAFE South Australia（英語版）リジェンシーキャンパス (職業訓練所)

## 行き先
イズリントン駅からはアデレード・メトロ300系統郊外行きバスが運行している。
| プラットフォーム | 方向                      |
| ---------------- | ------------------------- |
| 1番線            | ゴーラー駅/ゴーラー中央駅 |
| 2番線            | アデレード駅              |